# Zhu Guo
Zhu Guo (en chino: 朱 国; Fuxin, 14 de junio de 1985) es un deportista chino que compitió en taekwondo.
Participó en los Juegos Olímpicos de Pekín 2008, obteniendo una medalla de bronce en la categoría de –80 kg. Ganó una medalla de plata en el Campeonato Asiático de Taekwondo de 2008.

## Palmarés internacional
| Juegos Olímpicos    | Juegos Olímpicos | Juegos Olímpicos  | Juegos Olímpicos |
| Año                 | Lugar            | Medalla           | Categoría        |
| ------------------- | ---------------- | ----------------- | ---------------- |
| 2008                | Pekín (China)    | Medalla de bronce | –80 kg           |
| Campeonato Asiático |                  |                   |                  |
| Año                 | Lugar            | Medalla           | Categoría        |
| 2008                | Luoyang (China)  | Medalla de plata  | –78 kg           |